# Marowijne (distrikt)

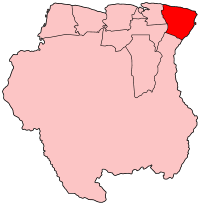
Distriktets läge.

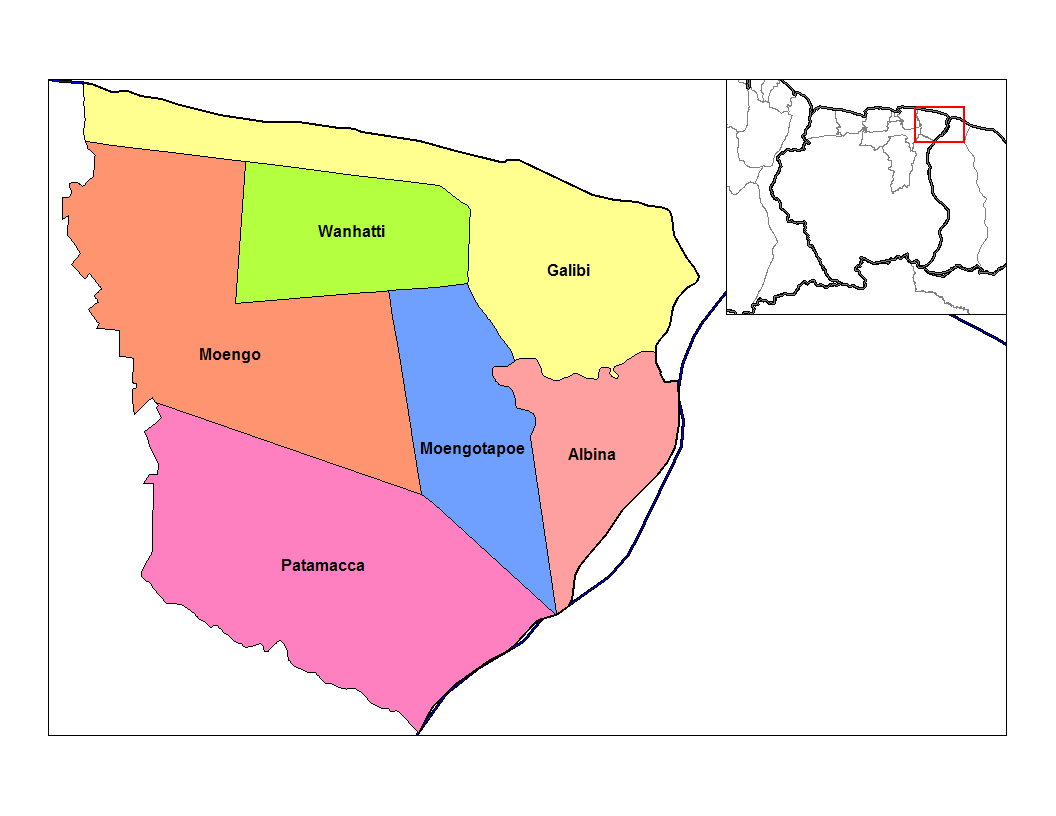
Distriktets ressorten.

Distriktet Marowijne är ett av Surinams 10  distrikt (distrikten).

## Geografi
Distriktet ligger i landets nordöstra del, området har en yta på cirka 4 627 km² med cirka 16 600 invånare. Befolkningstätheten är 4 invånare / km².
Huvudorten är Albina cirka 4 000 invånare, orten ligger vid Maronifloden som utgör gränsen mot Franska Guyana.

## Förvaltning
Distriktet har ordningsnummer 4 och förvaltas av en distriktkommissarie (Districtscommissaris), ISO 3166-2-koden är "SR-MA".
Distriktet är underdelad i 6  kommuner (ressorten):
- Albina
- Galibi
- Moengo
- Moengotapoe
- Patamacca
- Wanhatti